# Basilique Notre-Dame du Folgoët
Pour les articles homonymes, voir Basilique Notre-Dame et Notre-Dame.
La basilique Notre-Dame du Folgoët est une église mariale située dans la commune du Folgoët, dans le département du Finistère, en France. Elle fait l'objet d'un classement au titre des monuments historiques par la liste de 1840. L'Église catholique lui donne le statut de sanctuaire diocésain et de basilique.

## Architecture

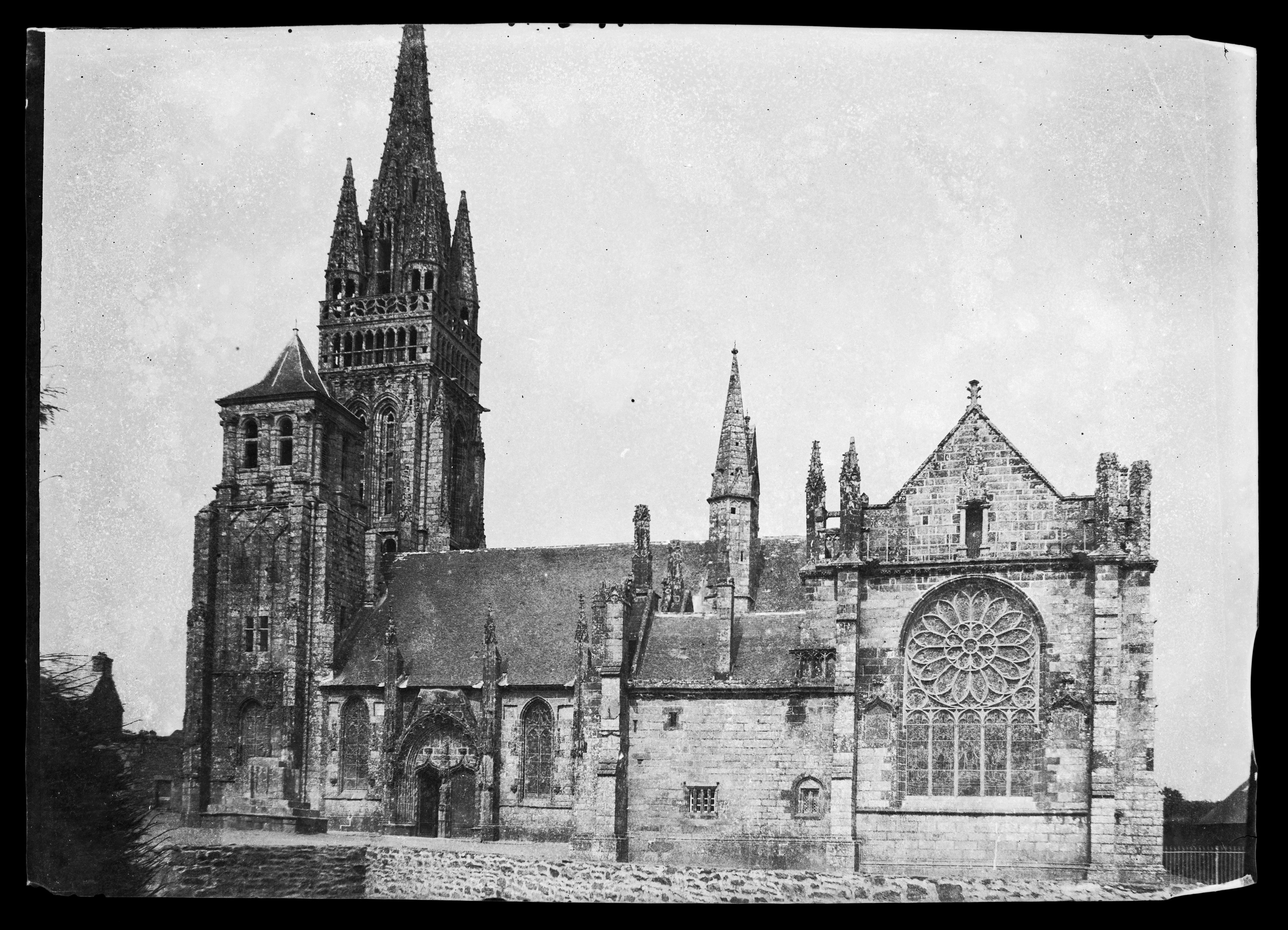
Façade sud de la basilique.

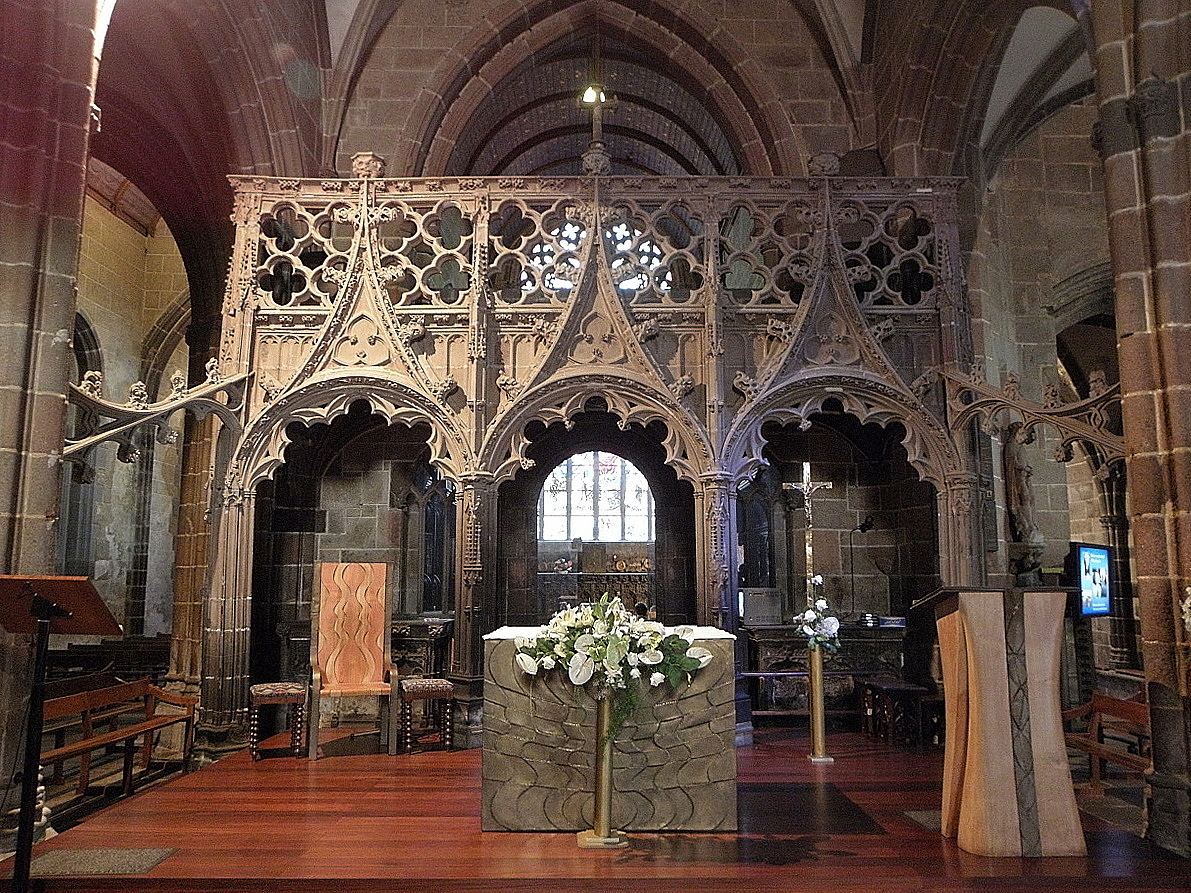
L'autel et le jubé de la basilique.

La basilique présente une architecture non symétrique : le transept n'est complété que par un bras. La nef comprend cinq travées dont la première, aux piles plus fortes, s'insère entre les deux tours de la façade.
Deux tours surmontent la façade : celle du nord possède une flèche de pierre tandis que celle du sud, laissée inachevée par le constructeur, a reçu au XVIIe siècle un étage percé de baies en plein cintre entre de lourdes colonnes ioniques. Le portail de la façade conserve des bas-reliefs de l'Adoration des mages et de l'Annonce aux bergers. Le portail sud groupe deux portes jumelles en accolade sous un grand arc ; le trumeau est décoré par une statue d'évêque au-dessus de laquelle est placée au niveau du tympan une statue de la Vierge Marie.
A l'intérieur, le jubé gothique, séparant le chœur de la nef, est le seul en pierre conservé en Bretagne (les autres étant invariablement en bois). Bâti en granit de kersanton, haut de cinq mètres et large de 6,50 mètres, il est composé de trois arcades en plein-cintre. 

### Vitraux
Les vitraux anciens furent réalisés au XVIIe siècle par Allain Cap, un célèbre peintre verrier.
Les vitraux actuels proviennent de cartons d'Émile Hirsch qui remporta le concours lancé par l'évêque pour la décoration de la principale fenêtre de la basilique. Il confie l'exécution de ce travail à trois peintres verriers : Loglet, Queynoux et Poutet en 1866, 1869 et 1869, date à laquelle le recteur La Haye offre le vitrail légendaire du bienheureux Salaün ar Foll. À cette occasion, Hirsch va s'investir dans la réalisation matérielle de l'œuvre, car peu satisfait du travail qu'il avait confié.

## Cloches
Cet édifice contient une sonnerie de 4 cloches de volée électrique en lancé-franc :
- Cloche 1 : 1,574 m de diamètre ; 2344 kg ; fondue en 1899 par Farnier, à Robécourt ; Si2.

Cette cloche se situe dans la tour sud. 
- Cloche 2 : Jeanne-Placide ; fondue en 1775 ; Mi3 ;
- Cloche 3 : fondue en 1888 par Farnier, à Robécourt ; Sol#3 ;
- Cloche 4 : fondue en 1560 [à confirmer] ; Mi4.

Ces 3 cloches se situent dans la tour nord. 

## Historique
L'église a été construite sur le lieu où vécut et fut enterré Salaün ar Foll, le « fou du bois » (« Fol ar c'hoad » en breton) qui a laissé son nom au lieu.
Elle est un vœu du duc de Bretagne Jean IV de Bretagne, et est réalisée par son fils Jean V (1399–1442), qui l'inaugure en 1423, et l'élève en église collégiale. En 1427, le pape Martin V aurait élevé Notre-Dame du Folgoët au rang des basiliques mineures, ce qui en ferait la plus ancienne basilique mineure de France,. Toutefois, aucun document historique ne l'atteste.
La basilique subit un incendie en 1708.

## Doyens
(Liste non exhaustive)
- 1650 : Anthyme-Denis Cohon, évêque de Nîmes, évêque de Dol, abbé de l'abbaye Notre-Dame du Tronchet et les deux frères ses neveux, à sa suite.

## Célébrations
Les « Pemp Sul » (« cinq dimanches », en langue bretonne) sont une succession de messes mariales durant le mois de mai.
Chaque premier week-end de septembre, l'église et la commune accueillent un pardon. À l'occasion des 600 ans de la basilique, le Grand Pardon, célébré les 2 et 3 septembre 2023, est présidé par le cardinal Jean-Marc Aveline, archevêque de Marseille.

## La paroisse Notre-Dame-du-Folgoët-Abers-Côte des légendes
Trois prêtres de la communauté Saint-Martin (d'Évron) prennent en charge à partir de septembre 2024 la grande paroisse « Notre-Dame-du-Folgoët-Abers-Côte des Légendes » (28 clochers) dans le diocèse de Quimper. Les prêtres de cette communauté officient en 2023 dans 32 diocèses de France, portent la soutane et redonnent une place au latin dans la liturgie, mais acceptent les acquis du concile Vatican II.